# Magliano di Tenna

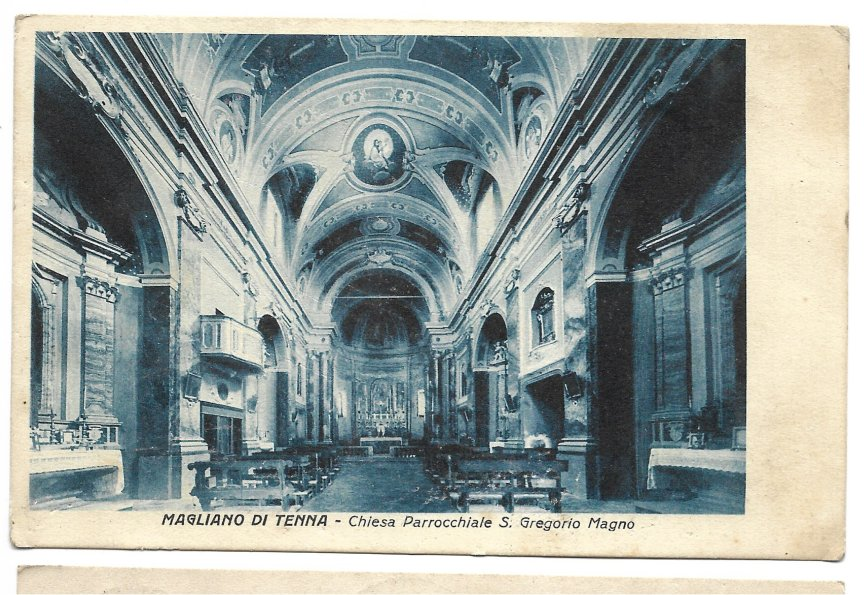
Iglesia parroquial de San Gregorio Magno (Magliano di Tenna 1928)

Magliano di Tenna es una localidad y comune italiana de la provincia de Fermo, región de las Marcas, con 1413 habitantes.

## Evolución demográfica
| Gráfica de evolución demográfica de Magliano di Tenna entre 1861 y 2001 |
|                                                                         |
| Fuente ISTAT - elaboración gráfica de Wikipedia                         |